# Nadi (yoga)

Raffigurazione delle tre nadi principali nell'anatomia occulta umana: il canale centrale detto sushumna in giallo, quello di sinistra (associato alla Luna) detto ida in blu, e quello di destra (associato al Sole) detto pingala in arancione.

Nadi (IAST nāḍī, lett. «tubo») è un termine tipico della fisiologia sottile nelle tradizioni indiane dello Yoga e del Tantra in generale.
Alcune teorie considerano le nadi affini ai meridiani della medicina tradizionale cinese, dell'Agopuntura e nello Shiatsu nipponico, sebbene nella letteratura tradizionale questa identità non sia consapevolmente riconosciuta e i sistemi siano descrittivamente differenti.
Il termine nadi proviene dal sanscrito e significa tubo, canale o vena. Tali canali sarebbero le vie attraverso le quali passa il prana, inteso come energia vitale o soffio, identificato con il respiro, per alimentare tutte le parti del corpo.

## Classificazione
Le tre nadi principali sono:
- sushumna è forse il più importante dei canali di energia. Si situa nel Merudanda (Danda: bastone; Meru: la montagna asse del mondo della mitologia Indu), ovvero nell'asse cerebrospinale che parte dall'estremità inferiore del tronco fino ad arrivare all'estremità della testa, la cosiddetta corona. Sushumna viene descritta come di colore rosso fuoco (Agni);[1]
- Ida, si avvolge intorno al sushumna trasportando le due polarità energetiche, che termina nella narice sinistra (parte del corpo a polarità negativo-femminile) ed è associata all'energia lunare;[1]
- Pingala, si avvolge intorno al sushumna trasportando le due polarità energetiche, che termina nella narice destra (parte del corpo a polarità positivo-maschile) ed è associata all'energia solare.[1]

Quella positiva/maschile, è ascendente; l'altra, negativa/femminile, è rivolta verso il basso. Entrambe terminano nelle narici.
All'interno di Sushumna scorrono a loro volta tre ulteriori canali: Vajra, luminosa come Sūrya (il Sole), mentre ancora più internamente splende Citrini pallida come Chandra (la Luna).
Al centro il sottilissimo Brahma nadi: di qui Kundalini risvegliata passa dal Muladhara al Sahasrara.
Questi ultimi individuano due dei molteplici "loti" o chakra lungo la spina dorsale, che Sushumna attraversa.
Le tre naḍi si diramano dal medesimo punto detto kanda e confluiscono poi nel chakra posto alla radice del naso, l'ājñā-chakra.

## Triveṇi
La triplice confluenza in sanscrito è conosciuta come triveṇī.
Il microcosmo delle tre naḍi corrisponde al macrocosmo dato dai tre fiumi più sacri dell'India: suṣumna corrisponde alla fiumana sotterranea Sarasvati, pingala alla Yamuna ed iḍa al Gange, che confluiscono tutti nella città di Allahabad.